# Герчиці (Свентокшиське воєводство)
Герчиці (пол. Gierczyce) — село в Польщі, у гміні Войцеховиці Опатовського повіту Свентокшиського воєводства.
Населення — 401 особа (2011).
У 1975—1998 роках село належало до Тарнобжезького воєводства.

## Демографія
Демографічна структура на день 31 березня 2011 року:
|          | Загалом | Допрацездатний вік | Працездатний вік | Постпрацездатний вік |
| -------- | ------- | ------------------ | ---------------- | -------------------- |
| Чоловіки | 199     | 41                 | 134              | 24                   |
| Жінки    | 202     | 38                 | 106              | 58                   |
| Разом    | 401     | 79                 | 240              | 82                   |